# Vry
Vry ist eine französische Gemeinde mit 629 Einwohnern (Stand 1. Januar 2022) im Département Moselle in der Region Grand Est (bis 2015 Lothringen). Sie gehört zum Arrondissement Metz.

## Geographie
Vry liegt 16 Kilometer nordöstlich von Metz und drei Kilometer südöstlich von Vigy, auf einer Höhe zwischen 228 und 349 m über dem Meeresspiegel, die mittlere Höhe beträgt 290 m. Das Gemeindegebiet umfasst 15,08 km².

## Geschichte
Der Ort wurde 1184 als Virei erwähnt. Die Ortschaft gehörte früher zum Bistum Metz. Das Dorf war im 17. Jahrhundert wegen seiner damaligen starken Befestigungsanlagen als La petite Metz (Klein-Metz) bekannt.
Die Burg im Gemeindewappen erinnert an die im Mittelalter stärkste Festung Château de Vry, die stärkste Festung im Metzer Land. Der in verwechselte Farben gehaltene Schild ähnelt denen der Stadt Metz.
Durch den Frankfurter Frieden vom 10. Mai 1871 kam die Region an das deutsche Reichsland Elsaß-Lothringen, und das Dorf wurde dem Landkreis Metz im Bezirk Lothringen zugeordnet.
Nach dem Ersten Weltkrieg wurde die Region aufgrund der Bestimmungen des Versailler Vertrags 1919 an Frankreich abgetreten und wurde Teil des Département Moselle.
Im Zweiten Weltkrieg war die Region von der deutschen Wehrmacht besetzt.
1915–18 trug das Dorf den deutschen Namen Verich bzw. 1940–44 Werich.

### Demographie
| Jahr      | 1962 | 1968 | 1975 | 1982 | 1990 | 1999 | 2007 | 2019 |
| Einwohner | 212  | 182  | 184  | 253  | 359  | 439  | 517  | 614  |

## Sehenswürdigkeiten

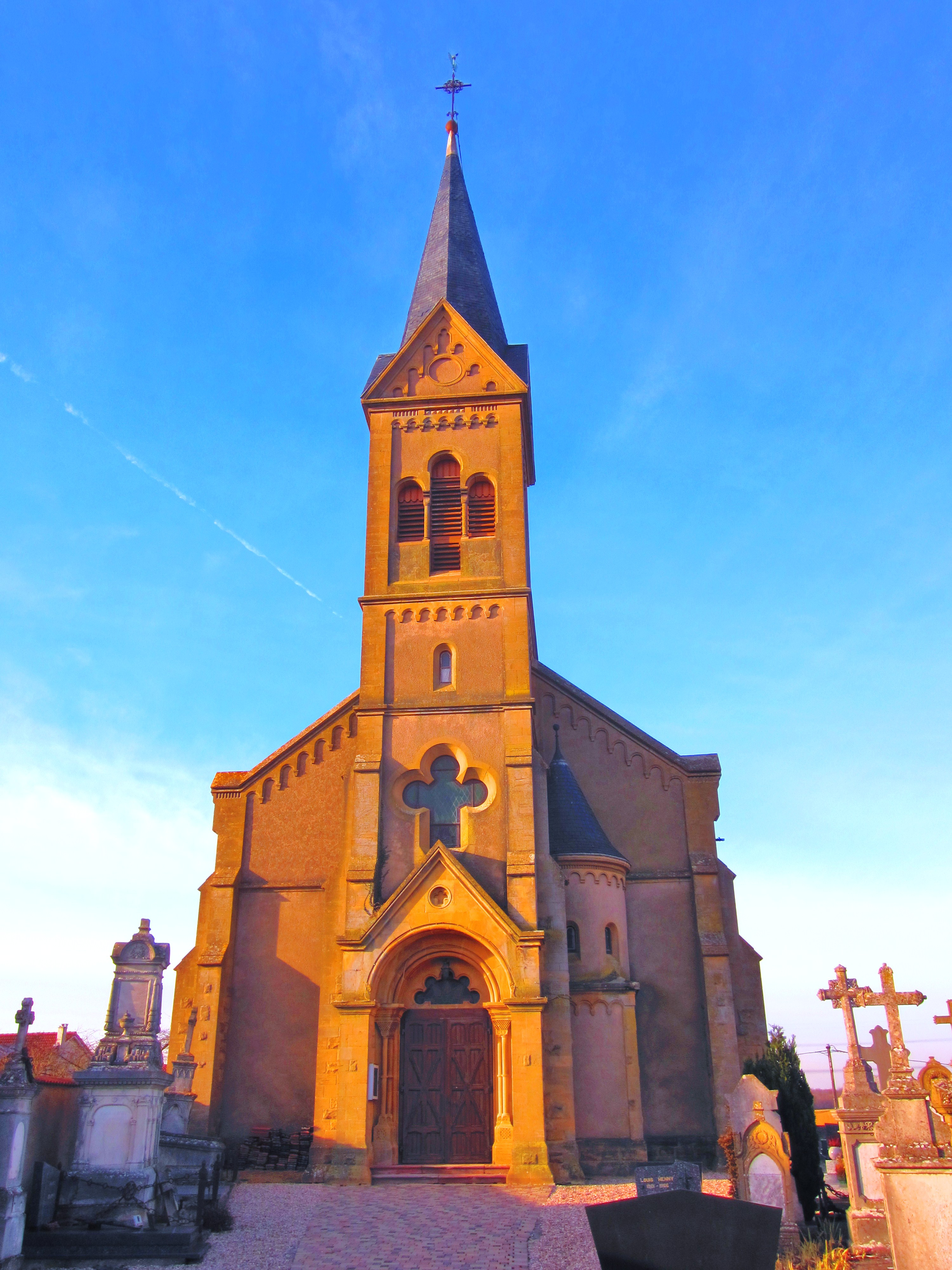
Kirche St. Remi
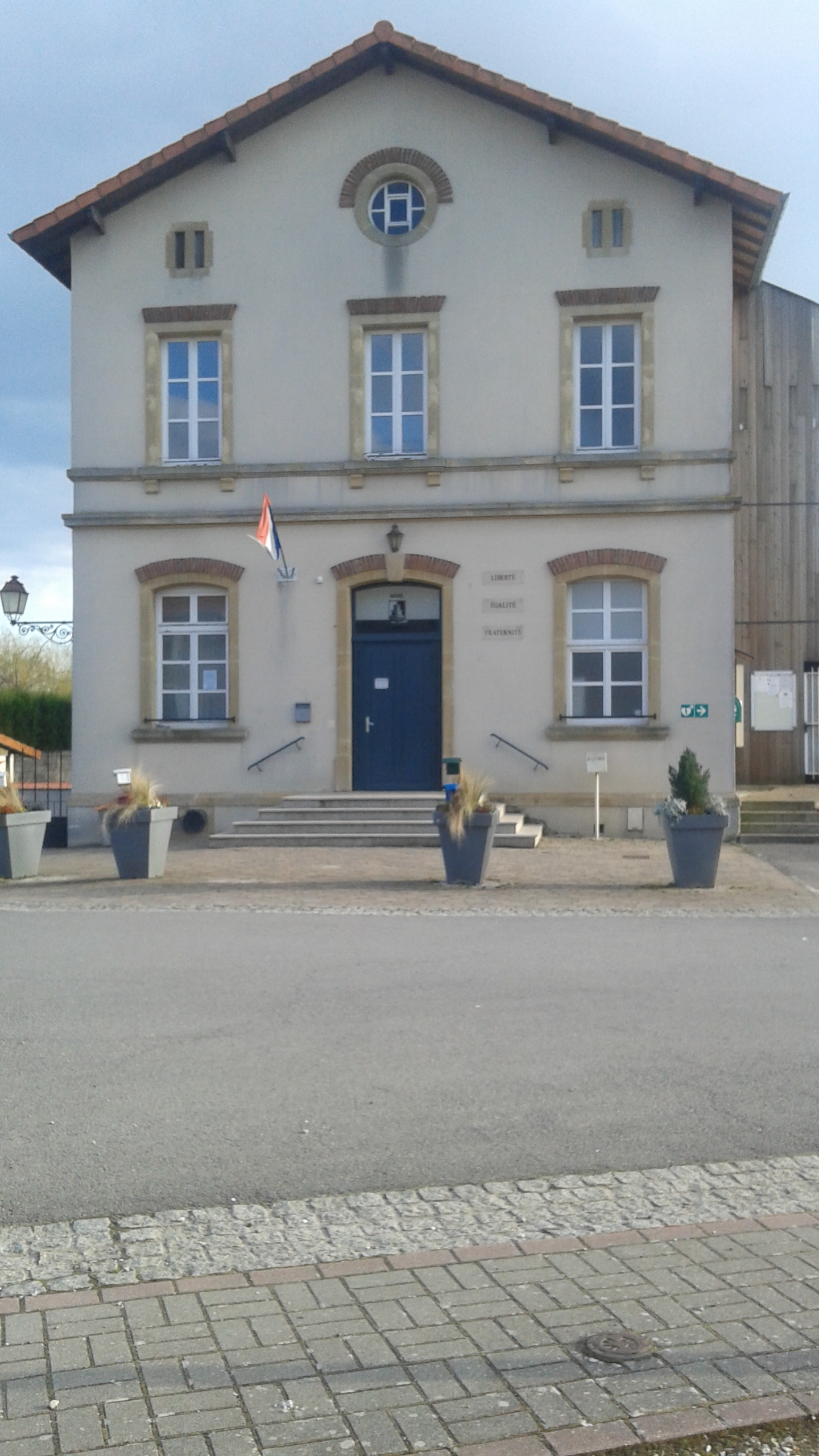
Rathaus (Mairie)

## Belege
1. 1 2  Franz Xaver Kraus: Kunst und Alterthum in Elsass-Lothringen. Beschreibende Statistik. Band III: Kunst und Althertum in Lothringen, Friedrich Bull, Straßburg 1886, S. 1027–1028 (books.google.de).
2. 1 2  Eugen H. Th. Huhn: Deutsch-Lothringen. Landes-, Volks- und Ortskunde, Stuttgart 1875, S. 310 (google.books.de).
3. ↑  Wappenbeschreibung auf genealogie-lorraine.fr (französisch)